# Sudáfrica en los Juegos Olímpicos de Melbourne 1956
Sudáfrica estuvo representada en los Juegos Olímpicos de Melbourne 1956 por un total de 50 deportistas que compitieron en 10 deportes.  

## Medallistas
El equipo olímpico sudafricano obtuvo las siguientes medallas:
| Nombre                                                         | Deporte           | Competición             |
| -------------------------------------------------------------- | ----------------- | ----------------------- |
| Oro                                                            |                   |                         |
| —                                                              |                   |                         |
| Plata                                                          |                   |                         |
| —                                                              |                   |                         |
| Bronce                                                         |                   |                         |
| Henry Loubscher                                                | Boxeo             | Súperligero (63,5 kg) M |
| Daniel Bekker                                                  | Boxeo             | Pesado (+81 kg) M       |
| Alfred Swift                                                   | Ciclismo en pista | 1000 m contrarreloj M   |
| Moira Abernethy Jeanette Myburgh Natalie Myburgh Susan Roberts | Natación          | 4 × 100 m libre F       |